# Seloncourt
Seloncourt – miejscowość i gmina we Francji, w regionie Burgundia-Franche-Comté, w departamencie Doubs.
Według danych na rok 1990 gminę zamieszkiwały 5613 osoby, a gęstość zaludnienia wynosiła 709 osób/km² (wśród 1786 gmin Franche-Comté Seloncourt plasuje się na 20. miejscu pod względem liczby ludności, natomiast pod względem powierzchni na miejscu 570.).